# Quesnel Alphonse
Quesnel Alphonse SMM (ur. 1 grudnia 1949 w Port-au-Prince) – haitański duchowny rzymskokatolicki, od 2014 biskup Fort-Liberté.

## Życiorys
Święcenia kapłańskie przyjął 16 lipca 1977 w Zgromadzeniu Misjonarzy Towarzystwa Maryi. Po święceniach pracował w formacyjnych placówkach zakonnych. W latach 1990–1996 kierował prowincją zakonną, a w kolejnych latach był m.in. proboszczem montfortiańskich parafii i dyrektorem centrum katechetycznego w Port-de-Paix.
10 listopada 2012 został mianowany biskupem pomocniczym archidiecezji Port-au-Prince ze stolicą tytularną Dionysiana. Sakry biskupiej udzielił mu 22 grudnia 2012 abp Guire Poulard.
25 października 2014 otrzymał nominację na biskupa Fort-Liberté.